# بقعية

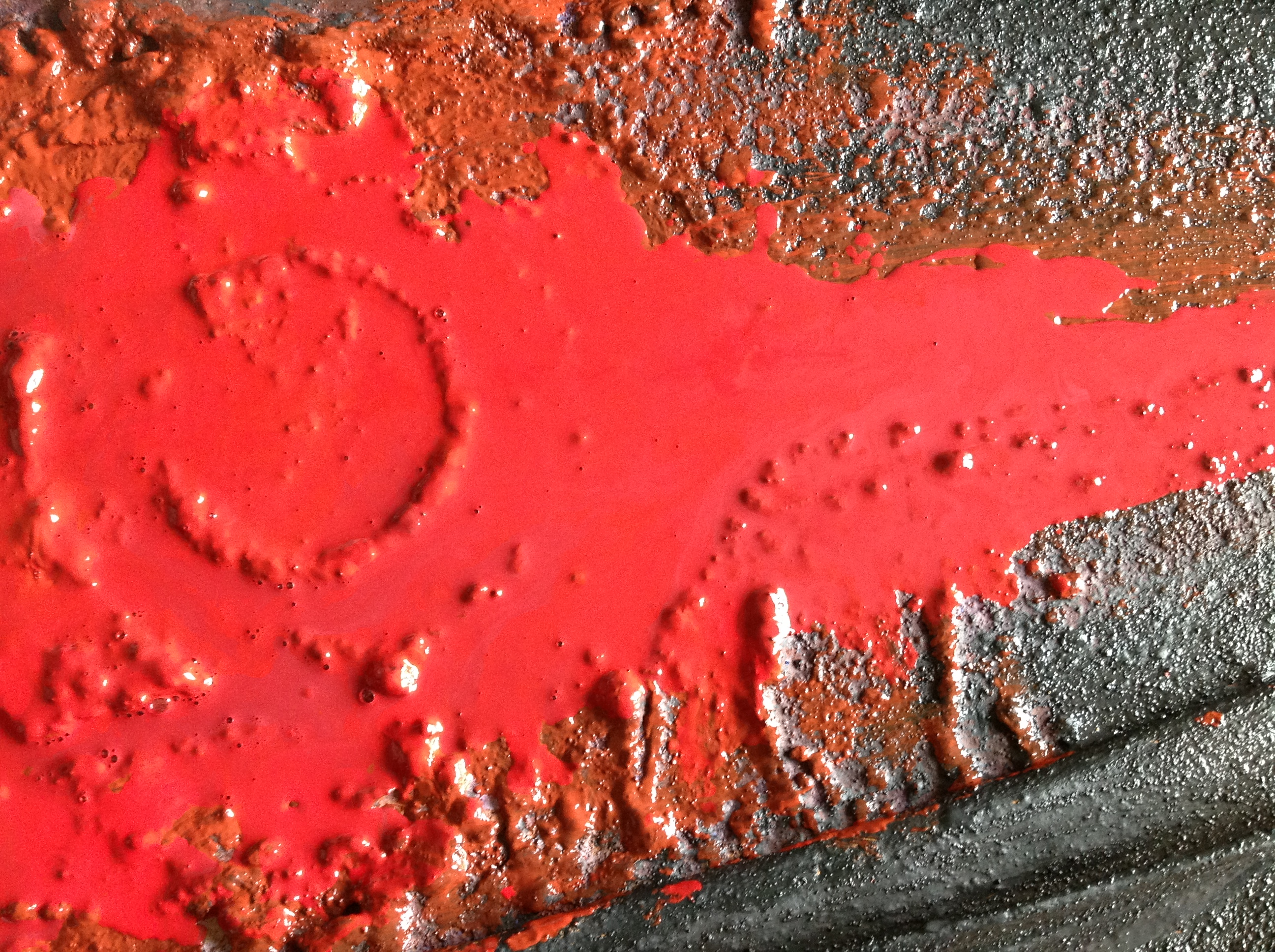

البقعية أحد اتجاهات الفن التجريدي، يتميز بوضع مساحات لونية كبيرة تأخذ شكل البقع على سطح اللوحة.